# Xã Pierce, Quận Page, Iowa
Xã Pierce (tiếng Anh: Pierce Township) là một xã thuộc quận Page, tiểu bang Iowa, Hoa Kỳ. Năm 2010, dân số của xã này là 999 người.